# 하나로국민연합
하나로국민연합(하나로國民聯合, One National People Unite)은 2002년 11월 15일에 자유민주연합에서 탈당한 이한동 전 국무총리에 의해 창당되어 2004년 2월 19일에 해체된 대한민국의 보수주의 정당이다.

## 역사
이한동은 2000년 4월 13일에 실시된 대한민국 제16대 국회의원 선거에서 자유민주연합 후보로 출마하여 당선했으며 자유민주연합 수석부총재를 역임했다. 당시 자유민주연합은 김대중 대통령과의 DJP연합이라는 연립 정부를 구성하고 있었기 때문에 2000년 6월 29일에 국무총리로 임명되었다. 하지만 DJP연합이 붕괴된 이후에도 국무총리직에서 유임된 사실이 문제가 되어 2001년 9월 7일에 자유민주연합에서 제명되었고 2002년 7월 10일에 국무총리직에서 물러난 이후에도 한동안 무소속 정치인으로 남았다.
이한동은 대한민국 제16대 대통령 선거에서 대권 주자로 거론되었던 노무현·정몽준과의 단일화를 거부하고 독자 노선을 추구하면서 중도주의 개혁 신당 창당을 추진했다. 하나로국민연합은 2002년 11월 15일에 서울 잠실학생체육관에서 창당 대회를 열고 이한동을 당 대표 겸 제16대 대통령 선거 후보로 추대했다.
하나로국민연합은 새천년민주당, 자유민주연합 탈당파 의원들과 함께 원내 교섭단체 구성을 추진했으나 성사되지 않았다. 이한동은 2002년 12월 19일에 실시된 대한민국 제16대 대통령 선거에서 4위(득표 수 74,027표, 득표율 0.3%)를 기록하면서 낙선했다. 2004년 2월 19일에 이한동이 자유민주연합에 복당하면서 자진 해산했다.

## 주요 선거 결과

### 대통령 선거
| 연도   | 선거 | 후보자 | 득표     | 득표율        | 결과 | 당락 |
| ------ | ---- | ------ | -------- | ------------- | ---- | ---- |
| 2002년 | 16대 | 이한동 | 74,027표 | \| \| 0.3% \| | 4위  | 낙선 |
|        | 0.3% |        |          |               |      |      |